# Guido de Dampierre

Brasão de armas dos Condes da Flandres

Guido de Dampierre (1225 – 1305) foi conde da Flandres desde 1257 e de Namur entre 1263 e 1298.

## Relações familiares
Foi filho de Guilherme II de Bourbon (1200 - ?) Senhor de Bourbon e de Margarida II da Flandres (1210 - ?) condessa de Hainaut.
Casou por duas vezes, a primeira com Matilde de Béthune (c. 1240 - 8 de Novembro de 1264), Senhora de Béthune e de Tenremonde, filha de Guilherme de Béthune (1220 - 24 de Agosto de 1243) e de Isabel (1205 -?), de quem teve:
1. Filipe Dampierre de Teano (1263 - ?), conde de Teano casou por duas vezes, a primeira com Mahaut de Courtenay, condessa de Chieti e a segunda com Philipotte de Milly,
2. Maria de Dampierre casou por duas vezes a primeira com Guilherme de Juliers e a segunda com Simon II de Châteauvilain,
3. Roberto III da Flandres (1250 -?), conde da Flandres casou por duas vezes a primeira com Branca de Napoles, princesa de Napoles e a segunda com Iolanda de Borgonha, condessa de Nevers,
4. Guilherme IV de Dampierre (c. 1250 -?), Senhor de Tenremonde e de Crèvecoeur casou com Alice de Beaumont,
5. Balduíno de Dampierre,
6. João de Dampierre (c. 1250 -?), príncipe e bispo de Liège,
7. Margarida de Dampierre (c. 1250 - ?) casou com João I Brabante, duque de Brabante,
8. Beatriz de Dampierre casou com Floris V da Holanda, conda da Holanda

O segundo casamento foi em 1264 com Isabel de Luxemburgo (1240 - 1298), com quem teve:
1. João I de Dampierre (1270 - ?), conde de Namur, casou por duas vezes a primeira com Margarida de Bourbon e a segunda com Maria de Artésia,
2. Isabel de Dampierre (1275 -?) casou com João I de Fiennes, Barão de Fiennes e de Tingry,
3. Beatriz de Dampierre (1270 -?), condessa de Saint Pol, casou em 1287 com Hugo II de Châtillon (9 de Abril de 1258 - 1303), conde de Saint Pol, filho de Guido II e de (1289 -?) e de Matilde de Brabante (1224 - 29 de Setembro de 1288),
4. Margarida da Flandre (1260 -?) casou por duas vezes a primeira com Alexandre da Escócia, príncipe da Escócia, filho de Alexandre III da Escócia, e a segunda com Reinaldo I de Geldern, duque de Geldern,
5. Guido de Dampierre (1311 - ?) casou com Margarida de Lorraine,
6. Henrique da Flandres, conde de Lodi casou com Margarethe de Kleve,
7. Joana de Dampierre,
8. Filipa de Dampierre